# 老君柿
老君柿（学名：Diospyros fengii）为柿科柿属下的一个种。

## 扩展阅读
- 維基物種上的相關：老君柿